# Marie-France Vignéras
Marie-France Vignéras, née le 29 juillet 1946 à Caudéran (devenu en 1965 un quartier de Bordeaux), est une mathématicienne française, spécialiste de théorie des nombres et de géométrie algébrique. Elle est professeur émérite à l'Institut de mathématiques de Jussieu-Paris-rive-gauche institut commun au CNRS et aux universités Pierre-et-Marie-Curie et Paris-Diderot.

## Biographie
Marie-France Vignéras passe sa jeunesse à Dakar au Sénégal, où son père Robert Vignéras était capitaine contrôleur de trafic portuaire,  et effectue ses études jusqu'au baccalauréat au lycée Van Vollenhoven (actuel lycée Lamine Gueye) de Dakar.  Ensuite, elle étudie à l'université de Bordeaux. Elle obtient l'agrégation de mathématiques en 1969. Elle soutient une thèse de 3e cycle en 1972 avec un travail sur la théorie des quaternions (introduits par William Rowan Hamilton et amplement étudiés). Sa thèse de doctorat d´État, intitulée Nombre de classes des corps de quaternions, préparée sous la direction de Jacques Martinet à Bordeaux, est soutenue en 1974. 
De 1977 à 1983, Vignéras est directrice du département de mathématiques à l'École normale supérieure de jeunes filles, à Paris, elle rejoint ensuite l'université Paris 7. Depuis 2010, elle est professeur émérite à l'université Paris-Diderot (Paris 7) et membre de l'Institut de mathématiques de Jussieu-Paris-rive-gauche.
En 2006-2007, Marie-France Vignéras est professeur invité au Radcliffe Institute for Advanced Studies à l'université Harvard. Elle a effectué des séjours ou visites dans des universités et des instituts à l'étranger, dont l'Institut Max Planck à Bonn, à l'université de Californie à Berkeley, au Tata Institute of Fundamental Research à Bombay. En 2005, elle est professeur Emmy Noether à l'université de Göttingen. Elle est conférencière plénière au European Congress of Mathematics de Barcelone en 2000 et conférencière invitée au Congrès international des mathématiciens de Pékin en 2002.

## Travaux
Son livre Arithmétique des algèbres de quaternions paraît en 2000. 
En 1978 Marie-France Vignéras prouve l’existence de surfaces de Riemann non isométrique et de même spectre, ce qui résout le problème que Mark Kac appelle  Can you hear the shape of a drum ? pour les surfaces hyperboliques. Cela montre que l'on ne peut pas « entendre » la forme d'un tambour hyperbolique au sens de Kac.
Ultérieurement, elle travaille notamment sur la théorie des représentations en arithmétique dans le cadre des conjectures de Langlands, et sur les représentations p-adiques, où elle généralise la démonstration de Gérard Laumon et d'autres à la correspondance de Langlands locale mod-l pour le groupe linéaire GL(n) ; ce résultat est le thème de sa conférence au European Congress of Mathematics en 2000 à Barcelone. 
Parmi les étudiants dont elle a dirigé la thèse, on compte Jean-Loup Waldspurger et Joseph Oesterlé. Marie-France Vignéras est l'autrice de soixante-dix articles de recherche et quatre livres, dont deux sont issus d'une collaboration.

## Distinctions
- 1978 : Médaille Albert Châtelet en 1978[7],
- 1984 : Médaille d'argent du CNRS en 1984[7],
- 1985 : prix Humboldt[8],
- 1997 : prix Petit d'Ormoy de l'Académie des sciences de Paris[7].
- 2024 : élue membre de l'Académie nationale des sciences (États-Unis)[9].